# Oxydia punctilinea
Oxydia punctilinea är en fjärilsart som beskrevs av W. Warren 1906. Oxydia punctilinea ingår i släktet Oxydia och familjen mätare. Inga underarter finns listade i Catalogue of Life.